# هارولد إف. ليندر
هارولد إف. ليندر (بالإنجليزية: Harold F. Linder)‏ هو دبلوماسي أمريكي، ولد في 13 سبتمبر 1900 في بروكلين في الولايات المتحدة، وتوفي في 9 يوليو 1981.